# Petróczy István
Petróci Petróczy István (Garancspetróc, Szepes vármegye (ma Granč-Petrovce, Szlovákia), 1874. január 3. – Budapest, 1957. augusztus 9.) magyar repülőtiszt, feltaláló, cs. és kir. alezredes, az első magyar katonai pilóta, az Osztrák–Magyar Monarchia hadirepülő-képzésének megszervezője, a légierő gyártó, javító és logisztikai szolgálatának, a Repülőarzenálnak parancsnoka. Az első világháború után m. kir. repülőezredes, a magyar légierő megszervezője, a helikopter-építés úttörője, a magyar polgári légi közlekedés alapjainak lefektetője, 
és Légoltalmi Liga első ügyvezető elnöke, a polgári védelem szervezetének kiépítője. Német nyelvű dokumentumokban Stephan Petróczy von Petrócz néven szerepel.

## Élete

### Származása, tanulmányai
1874. január 3-án született Garancspetrócon, Szepes vármegyében. Fiatalkoráról kevés adat ismert. Régi nemesi családból született. Édesapja petróci Petróczy Pál helyi földbirtokos volt, édesanyja csépánfalvi Theőke Ilona volt. A Petróczy család kastélya a Petróc nevű településrészen áll.
1885–1889 között kijárta a kismartoni katonai alreáliskolát, majd Morvaországban a Mährisch-Weisskirchen-i katonai főreáliskolát (ma: Hranice na Moravě, Cseh Köztársaság). 1892–1895 között a bécsújhelyi Mária Terézia Katonai Akadémia hallgatója volt. 1895. augusztus 18-án hadnagyi rangban a tiroli császárvadászok 3. ezredéhez Tiroler Kaiserjägerregiment) helyezték Trientbe, Trentino tartomány fővárosába. Hamarosan az egyéves önkéntesek iskoláján oktatta a tartalékosokat. Minősítésében szerepel, hogy kiváló tornász, vívó, síelő. Felettesei értékelték szervezőkészségét, az általa oktatott tartalékosok kiemelkedő eredményeit. Több szolgálati dicséretet kapott, 1899. május 1-jén főhadnaggyá léptették elő, 1898 novemberében Bécsbe helyezték. Vezérkari tiszti pályát tervezett, 1900-ban felvételi vizsgát tett a bécsi Hadiakadémián (Kriegsschule), de csak az első fordulón jutott túl, jelentkezését elutasították.

### Az ifjú léghajós és pilóta

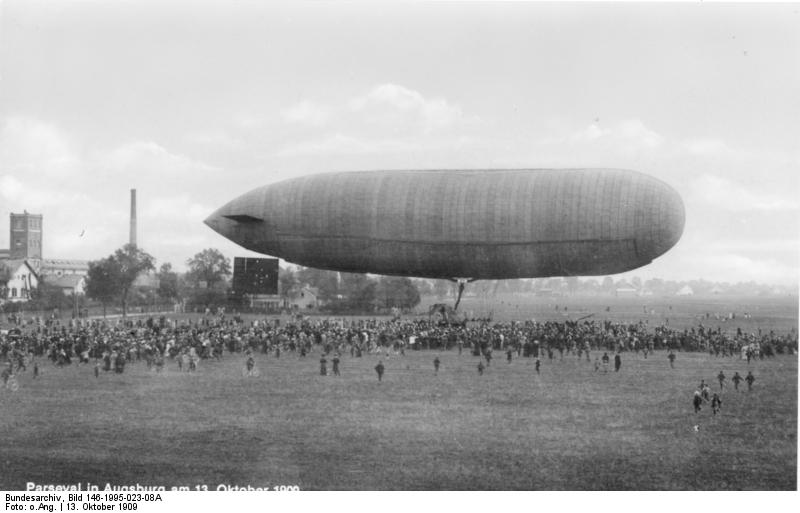
„Parseval” kormányozható léghajó, 1909.

1902. április 20-án Petróczyt a „Katonai Légjáró Intézethez” (Militär-Aeronautische Anstalt) vezényelték, ahol szeptember 30-ig katonai ballonrepülő tanfolyamot végzett ún. kötött ballonnal és a Parseval kormányozható léghajóval. 1903. augusztus 22. – szeptember 12. között a részt vett a Przemyśl erődben tartott erőd-ballonegység (Festung-Ballonabteilung) gyakorlatán.
1903. november 1-jén a bécsi Katonai Földrajzi Intézet (Militärgeographisches Institut) állományához vezényelték, ahol 5 éven át szolgált. Horvátországban, Dalmáciában, Boszniában, Tirolban és Magyarországon végezett katonai terepfelmérési (háromszögelési, szintezési) feladatokat, gyakran mostoha időjárási viszonyok között. 1909. november 1-jén századossá léptették elő.
1909. június 11-én a bécsújhelyi városi tanács (Franz Kammann polgármester javaslatára) döntést hozott, hogy a várostól északnyugatra, a wöllersdorfi út melletti területen repülőgép-hangárt létesítenek, amelyet a repülés művelőinek adnak bérbe, támogatva „a motoros repülés ügyét.” Engedélyezték, hogy magánszemélyek további hangárokat építsenek. Leopold Schmidt mérnök-professzor, a bécsújhelyi Alsó-Ausztriai Tartományi Iparfőiskola (NÖ Landes-Gewerbeschule) tanára bizottságot alakította repülés oktatására és támogatásra, ennek tagja volt Ferdinand Porsche gyárigazgató, Adolf Wachalowski mérnök és Wilhelm Booms cs. és kir. százados.
Ezzel megkezdődött a bécsújhelyi repülőtér kialakítása, az újonnan megjelent hadi és polgári motoros gépek számára. A hadsereg ballonos részlegét Katonai Léghajózó Részleggé (K. u. K. Luftschifferabteilung) szervezték át, a közlekedési dandár kötelékébe helyezték. 1910. február 2-án ide helyezték Petróczy századost. A dandárt a Monarchia első katonai repülőterére, Fischamendbe telepítették.

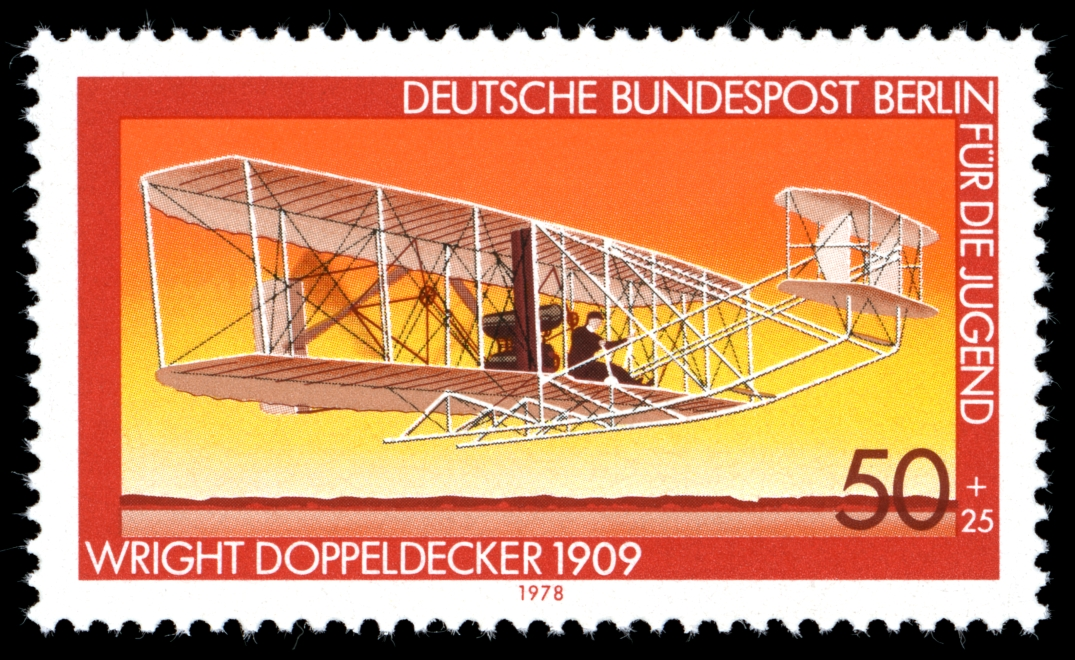
Wright Flyer kétfedelű repülőgép, 1909.

Az első katonai pilóták 1910. július 22-én tették le a pilótavizsgát Leopold Schmidt professzor, vizsgabiztos előtt. Petróczy százados egy Wright Flyer kétfedelű gépen vizsgázott. Ő lett a Monarchia első magyar származású katonai pilótája.
Az osztrák Aero-Club állandó tagja, vizsgabiztosa és térképészeti bizottságának tagja lett. Rendszeresen részt vett a repülés népszerűsítését célzó légi bemutatókon. 1910. július 31-én Bécsújhelyen, itt időtartam-repülésben első helyezést ért el. 1910 szeptemberében maga Ferenc József császár is megszemlélte a bécsújhelyi repülőverseny záró napját. A bemutató előtt a 80 éves uralkodó – Leopold Schleyer von Pontemalghera altábornagynak, a Hadügyminisztérium szekciófőnökének kíséretében – megtekintette a gépeket, szót váltott a pilótákkal és tervezőkkel, köztük Petróczy századossal is. Egyik 1910-es repülésén Petróczy egy balesetben könnyebben megsérült, de még az abban az évben kinevezték a bécsújhelyi repülőtér parancsnokává.

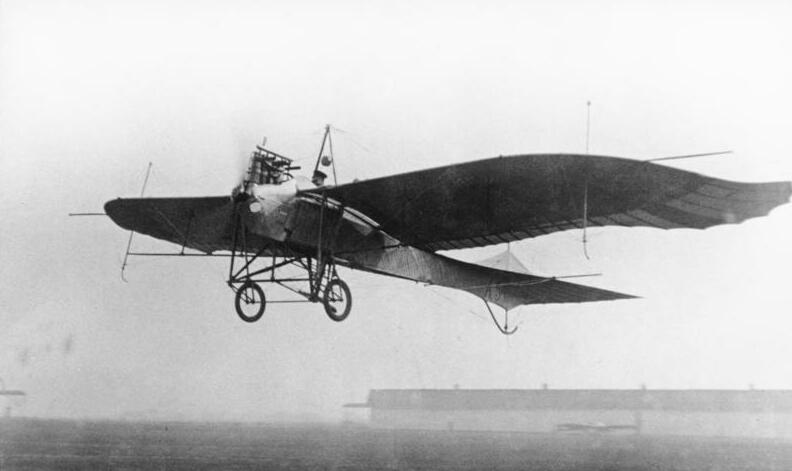
„Etrich Taube” monoplán repülőgép, 1913.

### A pilótaképzés szervezője
1911. április 19-én Petróczy százados parancsnoksága alatt katonai repülőiskola alakult. Az első tanfolyamot 1911. április 20. – szeptember 16. között tartották. Az elméleti oktatás Bécsben, a gyakorlati kiképzés Bécsújhelyen folyt. Petróczy új repülőgépeket szerzett be, április elején kipróbálták az Etrich IX „Taube” (Galamb) nevű gépet, a bécsi Lohner Művek gyártmányát, amelyet 65 lóerős Austro-Daimler motor hajtott. Május elején berepülték a budapesti Weiss Manfréd Művekben gyártott kétfedelű gépet is. Április 20-án a pilóták már új magassági rekordot értek el (100 méterre emelkedtek).
1911 júniusában a bécsújhelyi repülőnapok szervezését és az új görzi (ma: Gorizia) repülőtér építésének műszaki ellenőrzését végezte. Pilótáit 1911. augusztus 21–23. között Kaposvár térségében, szeptember 3–6. között Esztergom–Komárom térségében a lovassági hadgyakorlaton hajtottak végre léghajós műveleteket és repülőgépek éjszakai leszállását, a hadvezetés teljes megelégedésére. Maga Petróczy százados 4 gépből álló repülőszázadot vezetett.
Az 1911. szeptember 20-án kinevezett új közös hadügyminiszter, Moritz von Auffenberg gyalogsági tábornok – szemben elődjével, Franz Xaver von Schönaich-hal szemben – a repülés meggyőződéses híve volt. Auffenberg sikeresen megnövelte a katonai költségvetést, és 1912-ben már 7,9 millió korona állt a légjáró csapatok rendelkezésére.10  Bár Auffenberget a császár 1912-ben leváltotta, utódja, Alexander von Krobatin is kitartott a légi fegyvernem támogatása mellett. Petróczy századost és több tiszttársát a hadügyminisztérium kiküldte a december 16-án kezdődött párizsi nemzetközi repülőgép-kiállítás megtekintésére, tapasztalatszerzésre.
1912. január 15-én az új görzi repülőtéren beindították a második pilótaiskolát, Karl Stohanzl főhadnagy parancsnoksága alatt. Petróczy volt a kiképzés főfelügyelője. Folyamatosan gyakorolták a hegyvidéki és a tenger fölötti repülést. 1912. március 25-én Petróczy újabb vizsgát tett, és megkapta „tábori pilóta” címet (tanítványa, Székely Mihály után második magyarként).
1912. április 24-én a cs. és kir. légjáró csapatok (k.u.k Luftfahrtruppen, LFT) élére a komáromi születésű, horvát nemzetiségű Emil (Milan) Uzelac őrnagyot (1867–1954) nevezték ki, aki maga is szenvedélyes pilóta volt. 1912. május 1-jén Uzelacot alezredessé léptették elő, e napon képviselőházi küldöttség látogatta meg a bécsújhelyi repülőteret, akiket Petróczy százados, a repülőtér parancsnoka személyesen fogadott. Augusztus 29-én Uzelacot ezredessé nevezték ki. Szeptember 10-én Petróczy százados ellen – közelebbről nem ismert okból – tiszti becsületbírósági eljárás indult, felfüggesztették, és csak 1913. február 9-én kapott új beosztást a péterváradi 3. repülőszázadnál (Flugpark – Fp.3). Közben részt vett a Magyar Aero Szövetség (MAeSZ) alakuló ülésén (1913. január 25.) alakuló gyűlésén, szorgalmazta új repülőterek építését.

### A világháború előestéjén

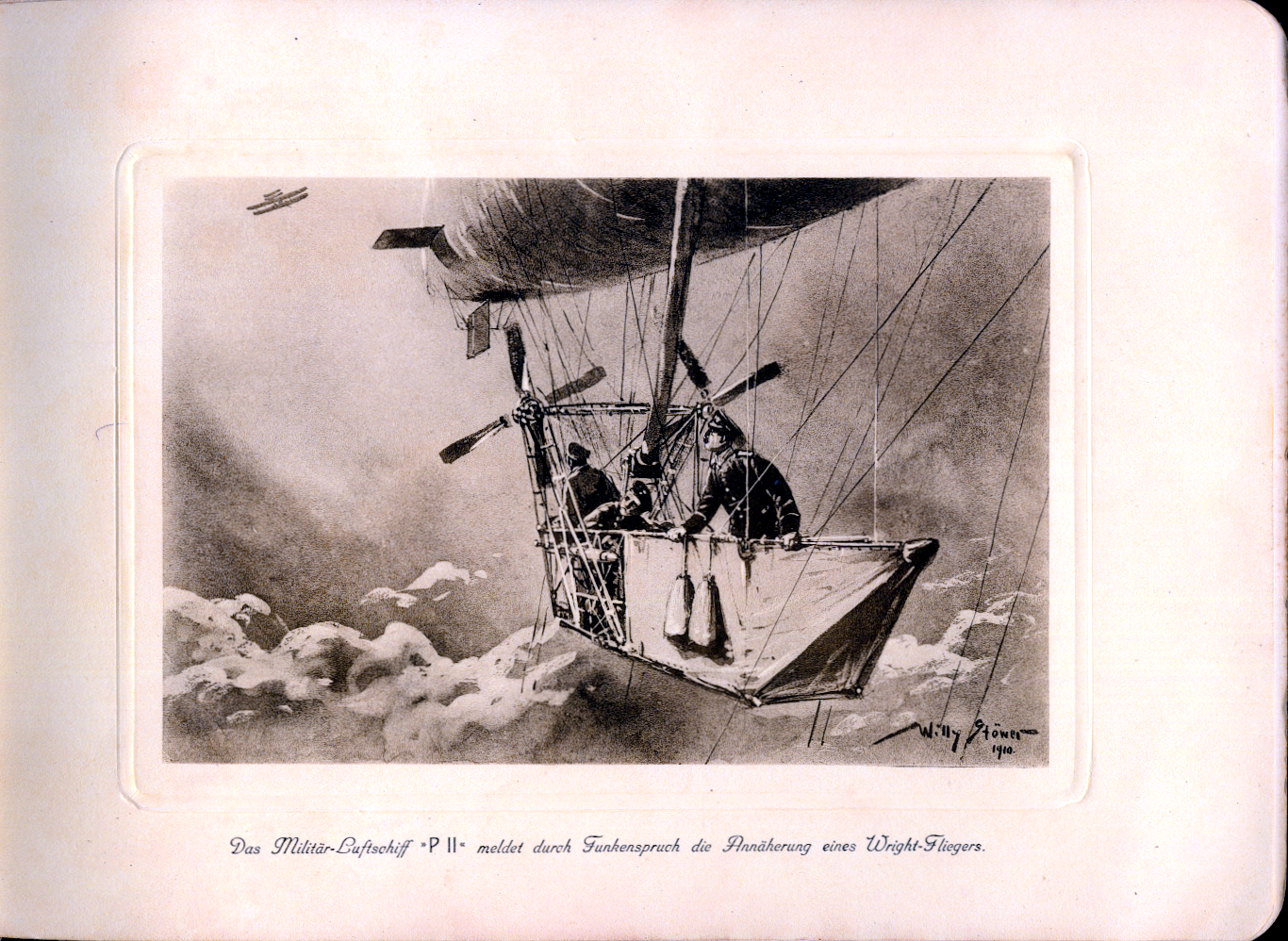
„Parseval” katonai léghajó és „Wright” kétfedelű hadirepülő

A k.u.k. Luftfahrtruppen jelzése 1915-től

Az Osztrák–Magyar Monarchia legközvetlenebb ellensége Szerbia volt, aki az Orosz Birodalom és Franciaország biztatására titkos diverziót folytatott. A Monarchia vezérkari főnöke, Franz Conrad von Hötzendorf altábornagy (1852–1925) már 1909 óta követelte, hogy a Monarchia kritikus határszakaszaira (Przemyśl, Görz és Újvidék) telepítsenek azonnal bevethető léghajós (később hadirepülő) egységeket. 1912 nyarán döntést hoztak az újvidéki repülőtér létesítéséről. Az 1913 tavaszán elkezdődött építkezést Petróczy százados felügyelte. Petróczy repülőszázada, 4 darab Etrich Taube repülőgép, amelyeket 3 pilóta, 1 műszaki tiszt és 31 fős legénység szolgált ki, az épülő repülőtér védelmére már 1912. december végén a Péterváradi erőd melletti lajosvölgyi gyakorlótérre települt. Feladatuk a déli határ mentén történő légi járőrözés és felderítés volt, harcba nem bocsátkozhattak.
A munka előrehaladtával 1913 áprilisában Petróczyt különleges megbízatással áthelyezték Bécsbe, a légjáró csapatok parancsnokságára. Itt valami közelebbről nem ismert becsületbeli ügybe keveredett. Feljebbvalójától, Uzelac alezredestől 1913. május 10-én írásbeli figyelmeztetést kapott. 1913 nyarán mégis komoly beosztásba helyezték, az Aspernben állomásozó repülőosztag parancsnokává nevezték ki. Egysége 18 repülőgépből állt.
Részt vett az 1913. augusztus 20-i budapesti Szent István-napi repülőverseny irányításában. 1914. február 6-án a budapesti tiszti kaszinóban vetített képekkel (!) kísért előadást tartott az aviatika katonai jelentőségéről. 1914 tavaszán Újvidéken, az új repülőtéren működő 5. repülőszázadnál tett ellenőrző látogatást a fokozódó háborús veszélyhelyzet miatt.

### Az első világháborúban
1914 júniusában Petróczy százados mellhártyagyulladásban megbetegedett. Felgyógyulása után, 1914 szeptemberében repülőcsoport- és repülőtér-parancsnokká nevezték ki Bécsújhelyre. Két új (13. és 15.) repülőszázadnak felszerelését és frontra indítását irányította.
November elején a keleti frontra vezényelték. A német Woyrsch-hadseregcsoportnak (Armeeabteilung Woyrsch) alárendelt 2. cs. és kir. hadseregen belül az 5. és 13. századokból álló repülőcsoport parancsnoka lett. Részt vett a Krakkó felé törő orosz támadás elleni harcokban, majd 1915 elején az oppelni offenzívában.
1915 februárjában a szerbiai frontra helyezték. A 6. hadsereg légügyi referense, és egy 3 századból álló repülőcsoport parancsnoka lett. A 2. század kötelékében maga is részt vett Szerbia elleni légi bevetésekben. Harctéri parancsnoki teljesítményéért Uzelac ezredes kitüntetésre terjesztette fel.
1915 júliusának végétől a haderő-főparancsnoksághoz (AOK) osztották be törzstisztnek. Szeptember 21-én ismét a bécsújhelyi repülőtér parancsnokává nevezték ki, emellett megbízták a repülőtiszt-képző iskola (Fliegeroffizierschule – FLOSCH) megszervezésével. Az iskola feladata a ballonos és repülőgépes figyelők kiképzése volt. Az oktatók között több magyar szakember is volt: Kármán Tódor főhadnagy, Horváth Ernő. A növendékeket az „egyéves önkéntesek” és műszaki képzettségű jelentkezők közül toborozták.
1916-ban megalakult a légjáró tartalékos századok parancsnoksága (Kommando der Luftfahrersatztruppen), február 20-án Petróczy századost a tanzászlóalj (Fliegerersatzbatallion) parancsnokává nevezték ki. Ő irányította a repülőtiszt-iskolát, a földi személyzetet képző iskolaszázadot, a repülő-szaktanfolyamokat. Részt vett az 1916. április 26-án Bécsújhelyen (majd 1917 áprilisában Budapesten is) megrendezett első osztrák–magyar hadirepülőgép-kiállítás szervezésében. 1916. május 1-jén őrnaggyá léptették elő. Május közepén a Német Birodalomban (Hannoverben és a poroszországi Jüterbogban) tanulmányozta a hátországi légvédelem szervezetét. Hazatérése után a légvédelmi szolgálat (Luftfahrzeug-Abwehrdienst) megszervezésével és irányításával bízták meg. Jelentése alapján rövid időn belül külön légi felderítő szolgálatot szerveztek a fontos ipari központok (Bécs, Bécsújhely, Graz, Pozsony, Magyaróvár, Szombathely légvédelmének támogatására.
1916. október végétől Kolozsvárra helyezték, az Erdélyben harcoló 1. hadsereghez, repülőtörzstisztnek. Innen a 3. hadsereg-parancsnokság hadműveleti osztályára, Galíciába került, a légi fényképészeti osztály megszervezésének feladatával. Maga is több felderítő repülést végzett. Június 26-án visszakerült a légjáró csapatok parancsnokságára, és megkapta a Vaskorona-rend III. osztályára a hadi ékítménnyel és a kardokkal.
1917. július 12-én kinevezték a haderő Repülőarzenáljának (Flugarsenal) parancsnokává, Fischamendbe. E fontos háttér-szervezet végezte a Monarchia repülőiparának felügyeletét, a repülőgépek és motorok elosztását, az új gépek átvételét és felszerelését, az újonnan felállított repülőszázadok teljes ellátását és útba indítását. A Petróczy vezette Repülőarzenál személyi állomány 450 tisztből és mintegy 10 000 főnyi legénységből állt. Feladata volt a repüléshez szükséges anyagok beszerzése, kipróbálása és szétosztása, saját üzemeiben új repülőgépek gyártása, a régi gépek felújítása, javítása, átépítése, a hadtáp-repülőterek kiszolgáló személyzetének kiképzése. Hozzá tartozott a fischamendi repülőgép- és motorgyár; a javítóüzemek; az elektrotechnikai részleg, a gázgyár, a kísérleti telep, a bécsi központi anyagraktár; a szegedi hadtáp-központ, az asperni és straßhofi „felszerelő” repülőterek, a négy nagy vidéki anyagraktár (Linz, Hart, Zalaegerszeg, Eger) és két szétszerelő üzem (a Veszprém vármegyei Csót, és az alsó-ausztriai Sigmundsherberg).
Új konstrukciók fejlesztésében is részt vett. 1916. április 28-án 100 000 korona kiutalását kértea kincstártól, egy ún. „kötött helikopter” kifejlesztésére. A kísérleti telepen Kármán Tódor mérnök főhadnagy és Zurovetz Vilmos mérnök zászlós végezte a kísérleteket, Asboth Oszkár mérnök hadnagy légcsavarjaival. 1918-ra elkészült a prototípus, a PKZ-1 a Magyar Általános Gépgyár (MÁG) készítette Mátyásföldön. A továbbfejlesztett PKZ-2 típust Pestszentlőrincen, a Lipták-gépgyárban építették. A típusjel a feltalálók névbetűiből áll: Petróczy–Kármán–Zurovecz.
1918. április 18-án Petróczy őrnagyot a légjáró csapatok parancsnokságának közvetlen alárendeltségébe helyezték, augusztus 1-jén pedig alezredessé léptették elő.

### A Monarchia széthullása után
Az őszirózsás forradalom idején Petróczy alezredes hazatért Magyarországra, és 1918 novemberében felajánlotta szolgálatait a Magyar Nemzeti Tanácsnak. A Hadügyminisztérium Légügyi Szakosztályának vezetője lett, feladata a repülő erők parancsnokságának megszervezése volt. Össze kellett gyűjtenie a szétszóródott pilótákat és legénységet. Pótolni kellett az ellenség által elkobzott, vagy a kollaboráns nemzetiségi katonák által az utódállamok kezére játszott repülőgépeket. A Tanácsköztársaság alatti tevékenységéről nincs ismert adat.
Horthy hatalomra jutása után, 1920. január 29-én Petróczyt légiforgalmi igazgatóvá nevezték ki és még tavasszal ezredessé léptették elő. Magas beosztásában segítette régi k.u.k. pilótatársait, akik a Tanácsköztársaság Vörös Hadseregében harcoltak a cseh és román intervenciósok ellen, emiatt mellőzéssel vagy üldöztetéssel kellett számolniuk. Többet közülük külföldre küldött tanácsadói vagy oktatói megbízással.
A győztes antant megtiltotta a vesztes államoknak a hadi repülést. A saint-germaini békeszerződés miatt pl. a bécsújhelyi katonai repülőtér összes gépét és infrastruktúráját meg kellett semmisíteni. Magyarországon is titokban szervezték a repülőalakulatok ellátását, a gyártó üzemek irányítását. Petróczy munkájának eredményeképpen indulhatott meg 1921-től a budapesti Műegyetemen és a szombathelyi repülőtéren az új repülőtisztek képzése, és 1929-től a vitorlázó repülés is a Farkas-hegyen. Petróczy alezredes segítette a magyar katonai térképészet újjászervezését is.
Egy forrás szerint 1921. május 7-én elhunyt Petróczy első felesége, a bécsi születésű Hanna Stumm,  mindössze tizennyolc (?) évesen.
A trianoni békeszerződés értelmében a hadi repülés szervezetét fel kellett számolni. Petróczy ezután a Kereskedelmi Minisztériumba áthelyezett, IX. Légügyi Alosztályra átkeresztelt szervezet vezetője lett. 1921 szeptemberében tanulmányútra utazott a Német Birodalomba, jelentése és javaslata alapján készült az 1922-es hosszú távú légügyi fejlesztési terv. Megindította a polgári légi közlekedést, szervezte a vitorlázó repülést, mindkettő a titkos katonai repülés ügyét is szolgálta, akárcsak a németországi Rhön hegységben ezekben az években felfejlesztett „sportrepülés.”
Petróczy igyekezett megteremteni az önálló magyar repülőgépgyártást. 1922 őszén pályázatot írtak ki új repülőgép szállítására. Az albertfalvai Neuschloss-Lichtig repülőgépgyár főmérnöke, Oravecz Béla tervezhette meg az új gépeket, melyek 1923-ban készültek el. Az eredmények Petróczyra irányították a megszálló Katonai Szövetséges Ellenőrző Bizottság figyelmét, akik követelték eltávolítását. A Minisztertanács 1923. május 28-i ülésén engedett a zsarolásnak és leváltotta Petróczyt („saját kérésére nyugállományba helyezték”). Helyére Vassel Károly vezérkari ezredest tették. Petróczy egész addigi munkásságáért csak egy miniszteri dicséretet kapott. Félreállításának pontos okai nem ismertek. Figyelemre méltó körülmény, hogy a vitézi rend tagságára sem terjesztették fel.

### Kényszernyugdíjban
A haderőből való eltávolítása után Petróczy a polgári repülés felé fordult. A Magyar Aero-Szövetség alelnöke, a Légjáró Szakosztály elnöke lett. 1923 júliusában, a Magyar Cserkészszövetség fennállásának 10 éves évfordulóján megtartott repülőgép- bemutatón mutatkozott be nyilvánosan új tisztségében. 1924 januárjában, a Légjáró Szakosztály egyik rendezvényén, Horthy Miklós kormányzó jelenlétében Petróczy előadásában bírálta a hazai repülésügy állapotát és sürgette korszerűsítését. 1931-ben kiadta Veszélyben minden magyar város!! c. munkáját, amellyel a légoltalom és a polgári védelem elmaradott állapotára hívta fel a figyelmet.
1936. december 20-án ismét megnősült, második felesége a szintén bécsi születésű Karolina Stumm (1887–1957) lett (feltehetően az első feleség húga vagy rokona).
1937. december 5-én az újonnan megalakult Légoltalmi Liga (a légoltalom társadalmi szervezete) ügyvezető elnökévé választották. A szervezet célja a légoltalmi ismeretek tanítása, óvóhelyek építése, a légoltalom szervezetének kiépítése volt. A második világháború éveiben e szervezetek, hiányos felszereltségük ellenére fegyelmezetten és hatékonyan dolgoztak. Petróczy ezredesnek a háború alatti tevékenységéről nincsenek adatok.

### Utolsó évei
1948-ban Petróczyt megfosztották rangjától, vagyonát elkobozták, nyugdíját megvonták. Nyelvtanításból és egyéb alkalmi munkákból élt feleségével, egyre nagyobb szegénységben. Az 1950-es évekre nagy nyomorba jutott. Feleségének halálát (1957. március) követően Petróczy egészségi állapota leromlott, és 1957. augusztus 9-én az egyik budapesti kórházban elhunyt. Utolsó lakáscíme: Budapest, XI. Budafoki út 20. I. emelet 2. szám. Október 4-én temették el a Farkasréti temetőben, az Érdi út menti (ma romos állapotú) fülkesorban (727-46; XXVII–46).

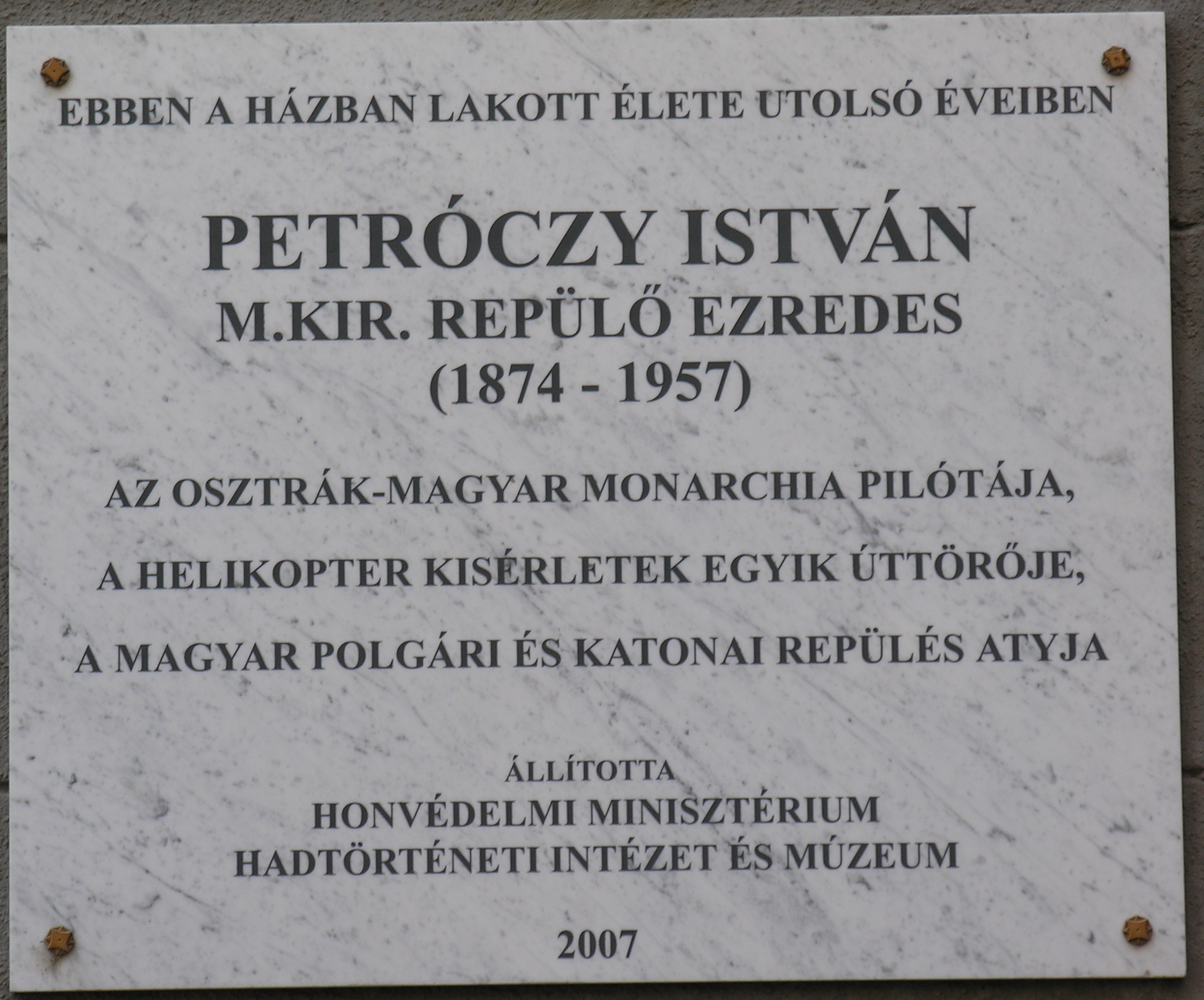
Petróczy emléktáblája utolsó lakóhelyén, a Budafoki út 20. sz. házon

## Emlékezete
Munkássága évtizedekre feledésbe merült, főleg politikai okokból. A Farkasréti temetőben lévő sírját nem gondozták, utóbb az egész fülkesort életveszélyessé nyilvánították. Csak az ún. „rendszerváltás” után jelentek meg az életművét bemutató első cikkek. Halála után 50. évvel, 2007. november 9-én a HM Hadtörténeti Intézet és Múzeum konferenciát Petróczy-emlékkonferenciát rendezett.
2010. augusztus 9-én, a magyar katonai repülés születésének 100. évfordulója alkalmából a budapesti Fiumei úti Nemzeti Sírkertben katonai tiszteletadás mellett ünnepélyesen újratemették Petróczy István és felesége hamvait. Az eseményt a Honvédelmi Minisztérium, a Hadtörténeti Intézet és Múzeum szervezte, a megemlékező beszédet Simicskó István államtitkár és Szabó József nyugáll. vezérőrnagy mondta el. Jelen volt Dr. Pataky Iván nyugáll. ezredes is, a Magyar Polgári Védelmi Szövetség elnökségének képviselője.
Nevének emlékezetét a Petróczy-orom őrzi a Farkas-hegyen, az 1929-ben üzembe állított vitorlázó repülőtérnél.
2011 augusztusának végén, a kaposvári repülőgyakorlat 100. évfordulója alkalmából Kaposváron emléktáblát avattak, amelyen megörökítették a részt vevő pilóták és katonai megfigyelők neveit is.

## Művei
Petróczy István főleg a lég- és gázvédelem (mai nevén polgári védelem) szakterületről írta műveit.
- A legyőzött Németország aviatikája. Tanulságok és teendők. (tanulmány), 1921.
- Veszélyben minden magyar város!, Budapest, 1931.[31][32]
- Légvédelmi képes-káté, Budapest, 1932.[39]
- Légvédelmi parancsolatok, Budapest, 1932.

## Külső hivatkozások
- Petróczy oldala a Magyar életrajzi lexikonban. (Téves születési évszámmal).
- Révész Tamás: Petróczy István ezredes életútja, Új Honvédségi Szemle, HM honlapja, 2007. április 17. (A link 2010 májusa óta nem hozzáférhető).
- Révész Tamás: Petróczy István ezredes életútja, Új Honvédségi Szemle, HM honlapja, 2007. április 17. (Internet Archive hozzáférés, 2008. október 10.)
- Révész Tamás: Az első magyar katonai repülőre emlékezve. Petróczy István ezredes életútja., 2007. április 17.
- Révész Tamás: Petróczy István, a feltaláló. Újabb adalékok Petróczy István repülőezredes életrajzához.[halott link]
- A magyar katonai repülés centenáriuma 1910–2010, Szerkesztőségi Közlemény, Magyar Szárnyak, szerk.: Dr. Szabó József Archiválva 2016. március 4-i dátummal a Wayback Machine-ben
- Tisztelgés az ég katonái előtt. Megemlékezés Veszprémben, 2010. augusztus 13.
- A bécsújhely-wöllersdorfi repülőtér megalapításának (1909. június 11.) 100. évfordulója, 2009., kép az 1910. szeptemberi császárlátogatásról. Archiválva 2016. március 4-i dátummal a Wayback Machine-ben (németül)
- Ki is találta fel a helikoptert? (oreganeniked.hu)
- Dr. Aujeszky László: Az erdőségek légvédelmének meteorológiai alapjai, Erdészeti lapok, Budapest, 1936. szeptember.
- Gy. Fekete István: Fejezetek a hetvenéves független magyar légierő történetéből (1938–2008). Repülőmúzeum, Szolnok.